# Sippar Amnanum
Sippar Amnanum va ser una ciutat estat de Mesopotàmia, que estava situada a la vora del riu Idudkibnunki, una mica al nord-est de Sippar, de la qual probablement es va separar. Era independent cap al 2000 aC.
Per distingir-la de l'altra Sippar, se l'anomenava també «Sippar d'Annunitum», pel nom de la seva deessa principal, Annunitum, i sobretot «Sippar dels Amnanum», del nom d'una tribu amorrita que la va conquerir.